# 동부주 (케냐)

동부주

동부주(Eastern Province)는 케냐에 존재했던 8개 주 가운데 하나다. 주도는 엠부였으며 면적은 159,891km2, 인구는 4,631,779명(1999년 인구 조사 기준)였다. 북쪽으로는 에티오피아와 국경을 접하며 동쪽으로는 북동부주, 남쪽으로는 해안주, 서쪽으로는 중부주와 접했다.

## 행정 구역
26개 구를 관할했다.
- 찰비구
- 엠부구
- 가르바툴라구
- 이겜베구
- 남이멘티구
- 북이멘티구
- 이시올로구
- 캉군도구
- 키브웨지구
- 키투이구
- 큐소구
- 라이사미스구
- 마차코스구
- 마쿠에니구
- 마르사비트구
- 음베레구
- 음보니구
- 중앙메루구
- 남메루구 (니티구)
- 모얄레구
- 무토모구 (남키투이구)
- 므왈라구
- 므윙기구
- 타라카구
- 티가니아구
- 야타구

## 같이 보기
- 마쿠에니현
- 마르사비트현
- 메루현
- 타라카니티현
- 키투이현
- 이시올로현
- 마차코스현